# XI (ゲーム)
XI（サイ）は、1998年に発売されたソニー・コンピュータエンタテインメント（現・ソニー・インタラクティブエンタテインメント）のアクションパズルゲーム、およびそのシリーズ。開発はシフト。
タイトルの「XI」は発音、アクセントを含めてXI[sái]、もしくは表記上の都合でXI[sai]と書かれる。
北米、EUでは「Devil DICE」のタイトルで販売された。同様に、シリーズの「XIゴ」は北米、EUでは「Bombastic」にタイトルを変更している。
第一回ゲームやろうぜ!に採用されて制作された作品で、日本では百万本以上を販売し、シリーズ続編や携帯ゲーム機への移植作も作られた。

## 基本ルール
このゲームは悪魔のキャラクター「アクイ（AQUI）」を操作し、ステージ上に次々と現れるサイコロを操って消していくアクションパズルゲームである。
以下は初代『XI』のルールについて述べる。後の作品でも基本はこれと同じルールである。
アクイは玉乗りのようにサイコロの上に乗って転がすか、あるいは地面の上でサイコロを押すことができる。地面上からサイコロの上に乗るには、沈みかけか湧き出てくるサイコロを足場として利用する。サイコロは一定時間ごとに地面から湧いてきて、フィールドがサイコロで埋め尽くされるとゲームオーバーとなる。
次々に湧き出るサイコロを消すには、以下の方法を用いる。
バニッシュ
一番基本的な消し方。サイコロの上面に出ている目の数の分だけサイコロを隣接させると、それらのサイコロが沈んで消えていく（例えば  の目が出ているサイコロを4つ隣接させると消すことができる）。
チェイン
沈みかけのサイコロに同じ目のサイコロを隣接させると、そのサイコロも消すことができる。ただしチェインする際も、目の数と同じ数だけサイコロがそろっている必要がある。大きい目をチェインし続けるほど、多くの得点を得られる。
ハッピーワン
 の目のサイコロは単独では消すことができないが、沈みかけているサイコロに  を隣接させると、アクイの乗っているもの以外のすべての  を消すことができる。地上からサイコロを押して消した場合は、くっつけた  も消える。
PS版初代『XI』は他のサイコロと同じく沈んで消えていたが、XI JUMBO以降は沈まずにハッピーワンしたキャラ(後述)の色が発光した後すぐに消えるようになった。

## 登場キャラクター

### 5人のアクイ
初代『XI』では、まだ説明書やルール説明内で操作キャラクターに「アクイ」という名前がつけられておらず（「小悪魔」「キャラクタ」と表現）、ウォーズモードで5人のアクイが色（赤・青・緑・桃・黄）だけで区別されていたが、後に発行された攻略本などでは5人のアクイたちに“5人兄弟”という設定が付加され、5人に名前はまだつけられていなかったものの、5人の性格や設定はある程度付けられていた。
『XI JUMBO』以降はそれぞれに名前がつけられ、ゲーム中の能力（移動スピード、対戦モードの攻撃方法）が差別化された。
『XIゴ』では、アクマの一族「AQUI族」の5人兄弟とされ、おばけの国の薄暗い森の家に父、母、祖母と暮らしている。くもの国の天使の祖父の血を引いているからかあんまりアクマらしくないらしい。いろいろな動物と仲良くなるのが得意。爆発ルールでは、爆発したダイスの爆風もそれぞれ色分けされる。
クエストモードでは若い頃の祖母と天使の祖父の話を聞き、祖父に会うために家を抜け出しくもの国へと向かう。
ロッシ（赤アクイ）
アクイ兄弟の長男。面倒見が良くみんなをまとめるリーダー格。ヴェルデのイタズラが悩みの種。好物はリンゴ。攻撃ダイスは普通（スーパーアクイの場合は、炎ダイスが追加）。
アスール（青アクイ）
アクイ兄弟の次男。冷静沈着でキレイ好きなクールキャラ。好物はブルーベリー。攻撃ダイスは氷（スーパーアクイの場合は、ジャンボダイスが追加）。
ヴェルデ（緑アクイ）
アクイ兄弟の三男。お調子者で八方美人でイタズラ大好き。モモとコンビを組み、ロッシを困らせている。好物はメロン。攻撃ダイスは磁石（スーパーアクイの場合は、鉄ダイスが追加）。
モモ（桃アクイ）
アクイ兄弟の紅一点にして末っ子兼長女。性格は気まぐれでイタズラ好きでちょっとわがまま。好物は桃。攻撃ダイスは幽霊（スーパーアクイの場合は、石ダイスが追加）。
ホァン（黄アクイ）
アクイ兄弟の四男。いつものんびりマイペースでお人好し。アスールに憧れの目を向けている。好物はバナナ。攻撃ダイスは鉄。

### その他のキャラクター

#### 『XI JUMBO』に登場
エンプティ
口元を縫われたぬいぐるみのような姿のキャラクター。攻撃ダイスは普通。BATTLEモードの第1夜、第10夜に登場。
練習モードとトライアルでは2P乱入時に？？？？を選択すると使用可能。声はホァンと同じで、1Pがホァンを使用している場合は選択できない。
『XIゴ』ではおばけの国の背景に混じっている。
ウージー
立ち止まることができない困った犬。攻撃ダイスは木。第2夜、第11夜に登場。『XIゴ』ではけものの国でかけっこ勝負を挑む。
ネガひょん
キョンシーのような姿のキャラクター。ダイスを遠投できる。攻撃ダイスは幽霊。第3夜、第12夜に登場。
ニセアクイ
アクイちゃんのコスプレをした少年。性能は使用しているアクイと同じになる。第4夜、第13夜に登場。
2P対戦時、両プレイヤーが同じアクイを選んだ場合2P操作キャラクターとして登場する。
マッチョス
逞しい肉体と足に届く程長い腕を持った男性。このため、石ダイスや鉄ダイスを軽々と投げることができる。しかし、これらのダイスに潰された場合は他のキャラクターと同様に死亡する（後述のエンゼル、ムーマも同様）。攻撃ダイスは石。第5夜、第14夜に登場。『XIゴ』ではクエストモードのチュートリアル役を担当。
フタゴ
二人一組で戦う。本当は三つ子だが、長男は故人。石ダイスや鉄ダイスでは、どちらか1体でも潰せば勝利となる。攻撃ダイスは木と石。第6夜、第15夜に登場。
エンゼル
天使の少女。攻撃ダイスは氷。第7夜、第16夜に登場。
マッチョスと同様に石・鉄ダイスを投げられるほか、ダイスの「コピー」らしき技を気まぐれで使ってくることがある。
『XIゴ』ではくもの国のボス（ラスボス）として登場。最初はサイコロで出た目の大きい方がハンマーで相手を叩き、目の小さい方がタライでガードするサイコロ勝負を挑んでくるが、これに勝利すると巨大ロボ「サイコロボ」に乗って再戦を挑む。普通の爆発は効かず、光る床に火のついた同じ目のダイスを全てセットしないと倒せない。
サラーム
炎をまとった女性。攻撃ダイスは炎。第8夜、第17夜に登場。
ムーマ
人間の少女に取り憑いている謎のウサギで、ぼうけんモードのラスボス。攻撃ダイスは磁石と鉄。第9夜、第19夜に登場。ムーマもマッチョス・エンゼル同様石・鉄ダイスを持つことができる。
ブラック
黒いアクイちゃんで、隠し中ボス。全てのダイスを降らせてくる。後述の条件を満たすと2巡目に突入し、第18夜で彼と戦うことになる。全ての種類のサイコロを落としてくる。

#### 『XIゴ』に登場
チクリ
下半身が針になっている。その場から動かず、触ると頭を刺される。
ホーミィ
アクイを見つけると、追いかけてくるが、曲がることができない。捕まえた後アクイの顔にキスをし続ける。サイコロを自分で押すことができる。
ボーグ
真っ直ぐにしか動かないロボット。壁に当たると方向を180度転換する。触ると潰される。
ジャイロ
円を描くように進む。
フィーゴ
けものの国から登場。向いている方向に６マス分の炎を吐く。
ジラ
こおりの国から登場。鉄球のような姿をしている。普段は寝ているが、アクイが隣接すると自爆し、周りに１マス分炎を出す。
ケイパー
こおりの国に登場。アクイから逃げるが、触ると反対にアクイを追いかける。ダイスで踏み潰しても倒せる。捕まると頭に電撃を流される。
ペリカ
くもの国に登場。鳥のような姿のキャラクター。一定のルートを飛行、着地し、着地地点に置いてあるダイスを運ぶ。触ると空高くに運ばれてしまう。
キングマヌー
おばけの国のボス。おばけの国の門番を務める継ぎ接ぎだらけの悪魔。普段は低速で歩いているが、アクイを見つけると高速でアクイを追い回す。
ムッシュ☆グルマン
おかしの国のボス。食いしん坊のコック。その場から動かず、方向転換しながら舌を伸ばし、目の前にある物を食べる。火のついたダイスを食べさせるとダメージを与えられるが、普通のダイスを食べるとダイスに着火する炎を吐く。裏面ではダイスを食べると体力が回復する。
ミリオンキャッツ
けものの国のボス。ステージの周囲を周りながら子猫を生み出し、アクイに差し向けてくる。大きい目の爆風でないと攻撃が届かない。
クイーンキャタピラーラ
こおりの国のボス。芋虫のような姿で、兵士と一列になって動く。兵士がくっついている間に爆風を当ててもダメージを受けず、兵士が飛び散る。

## ダイス
ゲーム中に登場する多種多様なダイスの一覧。ちなみに、「持ち上げ」「ジャンプ」の性能は『XI JUMBO』および『XIゴ』のJUMBOスタイルでのみ適用される。
ノーマルダイス
最も基本的なダイス。6面それぞれに色がついており、見やすく揃えやすい。乗ると転がせ、押すとそのままスライドする。
転がす：○　押す：○　持ち上げ：○　ジャンプ：○
木製ダイス
木製の茶色いダイス。初代ではパズルモードのみ出現。軽いため、地上で押しても上に乗ったときと同じよう回転して転がる。
転がす：○　押す：☆　持ち上げ：○　ジャンプ：○
氷のダイス
氷製の水色のダイス。押すと滑り、壁やダイスにぶつかるまで直進する。初代では普通に転がす事が出来るが、『JUMBO』では上に乗った場合もそのまま滑ってしまう。
転がす：(☆)　押す：☆　持ち上げ：○　ジャンプ：○
石のダイス
石製の灰色のダイス。重いので転がす以外には動かすことはできない。また対戦モードでこのダイスに踏まれると、残り体力にかかわらず一撃で死んでしまう。『JUMBO』では転がすときに処理が遅くなる仕様。『JUMBO』のトライアルモードに限り潰されても死亡せず、他のダイスと同様に上に上がる事が出来る。
転がす：○　押す：×　持ち上げ：×　ジャンプ：×
鉄製ダイス
光沢のある鉄製のダイス。石よりも重いため一切動かせない。初代ではパズルモードのみ。『JUMBO』では対戦でも登場し、石ダイスと同じく潰されると一撃で死んでしまう。
転がす：×　押す：×　持ち上げ：×　ジャンプ：×
磁石ダイス（『JUMBO』のみ）
磁石製の黒いダイス。磁力を帯びており、他の磁石ダイスにくっつくと同時に転がるようになる。くっついたダイスは他のダイスや床のないところに引っかかると外れる。鉄ダイスにくっつくと鉄ダイスを消さない限り、一切動かせなくなる。
転がす：☆　押す：☆　持ち上げ：○　ジャンプ：○
炎ダイス(『JUMBO』のみ)
禍々しい赤色のダイス。バトルモードのvsサラーム、ブラック戦、もしくはスーパーロッシを使う時に登場する。これらの攻撃により落ちてきて、アクイが上に乗るとやけどして飛び跳ねるため、少しの間その場から動けなくなる。落下してから約5秒が経過、または、1段目に落下した場合のみ炎ダイスを他のダイスで踏んだ場合、ノーマルダイスになる。サラームに限り、このダイスを投げる事が出来る。この「炎ダイス」は、JUMBOのマニュアルでのダイスを紹介する項目では紹介されなかった。
転がす:×　押す:×　持ち上げ:×　ジャンプ:×
幽霊ダイス（『JUMBO』のみ）
アクイがすり抜けられる白色のダイス。直接動かすことができないため、目を変えることはできない。ただし、他のダイスを押し込むことで場所を入れ替えることができる。
転がす：×　押す：×　持ち上げ：×　ジャンプ：×
ジャンボダイス（『JUMBO』のみ）
縦が通常の2倍、横が通常の2倍、高さが通常の2倍の巨大なダイス。見た目は普通のダイス。動かせないうえに場所を取るが、攻撃力は高く、チェインもしやすい。大きさが8倍のためダイスの個数もノーマルダイスの8個分、得点もノーマルダイス8個分として計算される。さらに通常ならチェインする時ダイスが5個や6個沈みかけのダイスが無いとチェインとして認められない大きな目でも、ジャンボダイスの場合、8個のダイスの代わりになるので、ダイスの個数は通常のダイスで消せる数でなくても、その中にジャンボダイスがあれば消すことができる。また、他のダイスは3分の2沈むと透明になって別のダイスで踏み潰すことができるが、ジャンボダイスのみ、踏み潰すことができない。
転がす：×　押す：×　持ち上げ：×　ジャンプ：×
自爆ダイス（『XIゴ（爆発スタイル）』のみ）
スタンダードで一定レベルになると出てくる。クエストモードでは特定の仕掛けや敵の攻撃で自爆ダイスになる。一定時間が経つと爆発し、飛んだ火によって着火したダイスもまた、自爆ダイスになってしまう。
転がす：○　押す：×　持ち上げ：×　ジャンプ：×
ワイルドダイス（『XIゴ（爆発スタイル）』のみ）
自爆ダイスとともに、スタンダードで登場する。虹色のダイスで目が描かれていない。  の目と同じように単独ではつなげることができないが、どの目からも着火することができ、どの目にも誘爆する。
転がす：○　押す：×　持ち上げ：×　ジャンプ：×
ワイルドキュアダイス（『XIゴ（爆発スタイル）』のみ）
ウォーズモードのみ。十字が描かれている。乗っている間相手からの攻撃を弱めることができる。ただしワイルドダイスのようにどの目からも着火する。
転がす：○　押す：○　持ち上げ：×　ジャンプ：×

## シリーズ作品

### 初代『XI[sai]』
シリーズ第1作。基本ルールは前述の通り。特殊なルールがまだ少なく、純粋にダイスを転がしたり押したりして、次々に消していく。2018年12月3日に発売された『PlayStation Classic』にも収録されている。
1998年5月16、17日の2日間、東京の銀座ソニービルで"チャレンジ大会"が開催された。このイベントは、6月18日に発売予定のXI[sai]が試遊台のプレイステーション本体を使って発売前にプレイできるゲーム大会。週末に事前の告知がなく開催されたイベントで、銀座ソニープラザに遊びにきた人なら子供や大人やカップルでも参加が可能であり、多くの人が熱心にプレイしていた。
※ここではおもにPS版での記述となっている。別機種の場合は設定が異なる場合がある。
TRIAL（トライアル）
1 - 2人。アクイを操作して、ダイスを次々に消していき得点を競う、基本的なモード。時間無制限でゲームオーバーになるまでプレイするエンドレス、3分間の得点を競うタイムリミテッド、2人で協力してプレイするエキシビジョンの3つがある。エンドレス・エキシビジョンは一定のダイス（ハッピーワンで消えたダイスは含まれない）を消すごとにレベルが上がり、ダイスの出現するスピードが速くなる。レベルが上がるごとにフィールドの背景が変わる。エンドレスをプレイ中、2Pが途中乱入することもできる。
BATTLE（バトル）
1 - 2人。2人のアクイが1つのフィールドで対戦する（1P:ロッシ、2P:アスールを操作）。
ダイスを消すことで消した目の“権利”を得ることができ、一定数の“権利”を所持した側の勝利。相手の持っている“権利”を、沈みかけのダイスにくっつけて消すことで奪うことができる（スナッチ）。使用ダイスを普通・氷・石の3種類から選択できる。勝利方法は、規定数分権利をとるか、石ダイスで敵のアクイを踏み潰すことによって、勝利できる。時間切れになった場合は、獲得したダイスの目の合計が多い方が勝利となる（それも同じ場合はドロー）。
WARS（ウォーズ）
1 - 5人。5人のアクイが1つの巨大なフィールドで対戦する。（1P:ロッシ、2P:アスール、3P:ヴェルデ、4P:モモ、5P:ホァンを操作。3人以上でプレイする場合マルチタップが必要）
ダイスを消すとほかのプレイヤーを攻撃でき、チェインすることで攻撃力を高めることができる（目が大きいほど、長くつなげるほど強力）。また相手のチェインしているダイスを、スナッチの要領で横取りすることもできる。攻撃権はダイスが沈みきったときに最後に繋げていた人のものになる。ハッピーワンすると、自分の体力を回復できる。2から6で消した場合、最初に消した時他4人のアクイは即ダメージとして受けるが、チェインした場合、ダイスが沈みきり消えるまでダメージは受けない。他のプレイヤーが消したダイスを自分が乗ってるダイスで踏んで沈めた場合、そのプレイヤーはダメージを受けない。
攻撃により体力がなくなった、もしくは石ダイスに潰されたアクイは死んでしまい脱落。最後まで生き残っていたアクイの勝利となる（5人が全滅した場合は、ドローとなる）。使用ダイスを普通・氷・石の3種類から選択できる。HPは、開始時5人とも99もっている。（xiゴのWARSモードでも同じ）
時間切れになった場合は、その時点で体力が最も多いプレイヤーが勝利となる。
PUZZLE（パズル）
1人専用。あらかじめ配置されたダイスを決められた手数ですべて消す、詰めパズル。パズルモードでしか登場しないダイスも存在する。ステージは1から100面と、合計1000面のランダムステージがある。ランダムステージは100面目をクリアすると出現し、4×4のステージで20手以内に6つのダイスを消す。1から100面の場合、最初は10面までしか表示されないが、その内8面をクリアすると、次の10面が表示される。
一部の問題は規定手数よりも少なくクリアが可能で、これでクリアした場合は「エクセレント」と表示される。
MANUAL（マニュアル）
ここでゲームの基本や応用をほとんど覚えることができる。自分で操作できる箇所もある。
OPTION（オプション）
ゲームの設定を変更できる。メモリーカードのロード/セーブのほか、他のモードで好成績や定められた｢ノルマ｣をクリアして入手したをイラスト見る事が出来る。獲得したイラストは、TRIALモード・BATTLEモード・PUZZLEモードランダムの一部の問題で、フィールドの背景にする事が出来る。他にもゲーム中のアクイの移動速度を変更できる。はじめは0 - 2の3段階だが、エンドレスで好成績を達成すると最大値を最大5まで増やせる。

### XI JUMBO
シリーズ第2作。基本のルールはそのままに、ダイスの上にもう1段ダイスを乗せることができる。また、目の前のダイスを持ち上げて動かしたり投げたりできる｢持ち上げ｣、さらには他のアクイちゃんを投げられる｢アクイ投げ｣、1マス先を飛び越したり、ダイスの上に乗れる｢ジャンプ｣、上にあるダイスが落ちたことで通常よりお得なチェインが成立する｢予約チェイン｣などのテクニックが登場した。
前作や次作とは異なり、5人用の対戦モードは搭載されていない。
ゲームのメニュー画面は『アクイズルーム』という、アクイちゃんの家の中になっている。アクイズルームでは、カーソルを動かしていろいろと調べることができる。各置物はゲームの進行、ゲームの成績に応じて少しずつ変化する。
部屋の中で気ままに動くアクイの中から、ゲームで使用するキャラを自由に選ぶことができる。またアクイを整列させたりなでたり叩いたりすることもできる。
5人のアクイはそれぞれ足の速さやバーサスでの攻撃ダイスの種類などが異なっている。｢強い目｣で攻撃すると、より効率的に相手を攻撃することができる。｢強い目｣は、ロッシ以外は普通のダイスの面の色と同じ色になっている。
- ロッシ　移動速度：☆×2　攻撃ダイス：普通のダイス　強い目：すべて(1 - 6)
- アスール　移動速度：☆×4　攻撃ダイス：氷ダイス　強い目：3・4
- ヴェルデ　移動速度：☆×4　攻撃ダイス：磁石ダイス　強い目：5
- モモ　移動速度：☆×3　攻撃ダイス：幽霊ダイス　強い目：6
- ホァン　移動速度：☆×1　攻撃ダイス：鉄製ダイス　強い目：2

練習モード
1 - 2人。初代『XI』のエンドレスモードとほぼ同じ。次々に湧き出るダイスをひたすら消していく。あくまでも練習なので、ハイスコアの登録はされない。
トライアル
1 - 2人。ゲームオーバーになるまで、次々に出される課題（ノルマ）をクリアしていく｢ノルマアタック｣と、前作同様3分間の得点を競う｢タイムリミテッド｣の2つがある。どちらもプレイ中に2Pの途中乱入が可能。
バーサス
1 - 2人。真ん中がつながっている2つのコートに分かれてダイスを消しあい、相手を攻撃する（相手のコートにダイスを降らせる）。相手のコートを2段分ダイスで埋め尽くす、石・鉄ダイスで相手を潰すと1本先取となり、2本勝てば勝利。ダイスが降りやすくなり、降らせるダイスが追加される「スーパーアクイ」も使用できる。
1人プレイではCPキャラとの対戦を勝ち進んでいく「ぼうけん」モードとなる。全9戦。途中で使用するアクイの変更はできない。途中で敗北した場合、負けたアクイは倒され使用できなくなる。5人全員が倒されるとゲームオーバー。コンティニューは何度でも可能だが、コンティニューすると一部の隠し要素が変化しない。ノーマルアクイでノーコンティニューでぼうけんを8回クリアするか、1回でも無敗でクリアするとブラック登場ムービーが流れる。その後ぼうけんを選ぶと、スーパーモードの状態で強化した第1夜から第9夜までの敵＋ブラックアクイと戦う2巡目に突入。途中でぼうけんをやめたりゲームオーバーになると続きから出来なくなり、2巡目の始めからやり直しとなる。2巡目をクリアすると、エンディングの後にスタッフロールが流れる。
2人プレイでは対人戦となる。ルールは同じだが、1戦ごとにコートチェンジが行われる。同じアクイで戦うこともできるが、2P側がニセアクイに変化する。
パズル
1 - 2人。あらかじめ配置されたダイスを手数以内にすべて消す、詰めパズル。1人プレイと2人プレイで、それぞれ100ステージが用意されている。中には持ち上げとジャンプをそれぞれ最大3回まで駆使する面も存在する。
途中で石・鉄ダイスに潰されると即ミスとなり、手数が残っていてもその時点でやり直しとなる（2人プレイの場合はどちらか一方でも潰されるとミス。石ダイスで味方を踏み潰してもミスとなる）。
1人プレイのみ自分でパズルのステージを作ることができ、作成したステージをメモリーカードに保存することもできるが、20手以内に自分でクリアしないと登録されない。
100問完全クリアで2人プレイのパズルのステージを作ることができたり、石ダイスが使用できるようになる。
EXトライアル
このモードは最初はプレイ不可能で、隠しモードとなっている。トライアルモードのノルマアタックで、全ノルマを達成すると出現する。プレイ方法は、アクイズルームでタイムアタックを選択したときから、ロードが完了するまで（黒画面のとき）の間に隠しコマンドを入力し、フィールドの周りの色が紫色になっていれば成功。
EXトライアルモードは「EX」と言うだけあって、タイムアタックのエクストラ、エキスパート的存在で、2人でもプレイでき、使用プレイヤーによって違う「制限」が適用される。ロッシはダイスが一切生えてこない、アスールなら制限時間1分、ウェルデならダイスが全て磁石ダイスに、モモなら持ち上げ禁止、ホァンならジャンプ禁止というルールになっており、2人でプレイした場合、その2人の制限が適用される。（例えば、モモ＆ホァンで持ち上げ＆ジャンプ禁止、アスール＆ウェルデで普通ダイスの代わりに磁石ダイスを使用し、制限時間1分という感じである。）なお、ロッシの「ダイスが一切生えてこない」と言うのは、ゲーム開始時のフィールドのダイスは24個で、全てのダイスが消し終わった時点で終了となる。
ランキング機能は無いが、リプレイを記録、保存することは可能。

### XIゴ
シリーズ最終作であり、タイトルの読みは「サイゴ」で「最後」とかけている。
ルールを一新し、『ボンバーマン』をベースとした『Explosion（爆発）スタイル』が形成された。
ダイスをくっつけると地面に沈まずに“着火”する。着火したダイスにもチェインの要領でくっつけることができる。時間が来るとダイスは“爆発”し、得点が得られる。また、ダイスが爆発したときに四方に目の数分爆風が飛び（  なら6マス、  なら2マス飛ぶ）、爆発した目と同じ目かひとつ下の目（  が爆発した場合、周囲にある  と  ）のダイスに着火する。着火したダイスにアクイが乗っていてそれが爆発するとゲームオーバーとなる。このルールは
ゲームが進むと、初代XIのルールで遊ぶ『Classic（クラシック）スタイル』、XI JUMBOのルールで遊ぶ『JUMBO（ジャンボ）スタイル』を選べるようになる。
TRIAL（トライアル）
1 - 2人。爆発スタイルでは、時間無制限でゲームオーバーになるまでプレイするスタンダード、3分間の得点を競うリミテッド、公式ページで公開されていたパスワードを入力して、さまざまな条件下でプレイするアタックの3つがある。
クラシック、ジャンボスタイルは、基本的に初代『XI』とほぼ同じ。フィールドがダイスで埋まるまでプレイするスタンダード、3分間の得点を競うリミテッドの2つがある。
アタック以外のモードは、どちらも1人プレイ中に2Pの乱入が可能。
QUEST（クエスト　爆発スタイルのみ）
1人専用。アクイ5兄弟を操作して、立ちふさがる敵をダイスの爆発で倒しながら数々のステージをクリアしていく。ノーミスで全部の敵を倒すとパーフェクト。全5ワールドで、1ワールドは3つのステージとボスとの対戦ステージで構成されている。全ステージをクリアするとパーフェクトにかかった時間を競うタイムアタックモードと作中のムービーを閲覧できるシアターが解放され、クリアしたファイルを選んで△ボタンを押すと本編のステージを難しくアレンジした裏面をプレイできる。
ダイスの爆風に当たる、敵に触れる等でミスとなり、次のアクイに交代する。ロッシ→アスール→ヴェルデ→モモ→ホァンの順に交代し、ホァン操作のときにミスするとゲームオーバー。コンティニューは何度でもでき、アクイは全員復活する（ロッシから操作可能）。ステージ内でフラッグを取れば、ミスしてもその地点からやり直すことができる。
ワールド
おばけの国
最初のエリアで、アクイの住む国。お化け屋敷の中を進み、マッチョスからチュートリアルを受ける。振り子状のギロチンに当たると1ミス。ボスはキングマヌー。
おかしの国
その名の通り、お菓子で出来た国。遊園地のような風景が広がる。乗ると1マス滑る床と乗せたダイスに着火する床が存在する。ボスはムッシュ☆グルマン。
けものの国
ジャングル。踏むと滑るバナナの皮が置いてあり、沼にはワニが住んでいる。ワニは蓮の葉の足場を食べ、巻き込まれると1ミス。ボスはミリオンキャッツ。
こおりの国
氷河の上を氷の足場を経由して進む。爆風を当てて溶かす氷漬けの敵や氷塊、一度乗ると崩れる床が存在する。ボスはクイーンキャタピラーラ。
くもの国
最終エリアで、天使達が住む国。青空の上を進み、足場から落ちると1ミスだが、敵を落として倒すこともできる。ボスはエンゼル。
アイテム
スイッチ
火のついたダイスを一気に爆発させる。
スピードブーツ
しばらくの間、アクイの移動速度を速くする。
1tおもり
しばらくの間、アクイの移動速度を遅くする。
無敵ステッキ
しばらくの間、アクイが無敵状態になり、移動速度が速くなる。
コンパス
こおりの国のステージ3に登場。ゴールまでの方角が分かる。
カギ
くもの国のステージ3に登場。扉を開ける。
BATTLE（バトル　クラシック・ジャンボスタイル）
1 - 2人。2人のアクイが1つのフィールドで対戦する。ルールは初代『XI』のBATTLEモードを参照。詳細設定は変更できない（制限時間、使用ダイスなど）。
WARS（ウォーズ）
1 - 5人。5人のアクイが1つの巨大なフィールドで対戦する。
爆発スタイルは、ダイスが爆発すると他のプレイヤーに炎で攻撃でき、目の数や繋げた数に応じて攻撃力が異なる。他人が揃えているダイスもスナッチで横取りできる。また、ワイルドキュアダイスに乗ると炎の威力を弱めることができる。
体力がなくなると死んでしまい脱落。（他人の着火したダイスに乗っていて爆発すると、体力にかかわらず即死。自分の着火したものであれば地面に落下する）脱落した場合も「ゾンビアクイちゃん」になり、地上でダイスを押すことができる。それにより着火した場合や、ゾンビアクイを踏み潰したダイスは自爆ダイスになる。最後まで生き残っていたアクイの勝利。
クラシック・ジャンボスタイルについては、初代『XI』のWARSモードを参照。ただし、このモードで先に脱落した場合もゾンビアクイになり、地上でダイスを押すことができる。またゾンビアクイを「踏み潰したプレイヤー」は踏み潰した時の目の数だけダメージを受ける。
MANUAL（マニュアル）
ゲームのルールを確認することができる。
OPTION（オプション）
設定を変更したり、ゲームのセーブ/ロードができる。

## シリーズ作品
- 『XI [sai]』 - 1998年6月18日、PlayStation
- 『XI JUMBO』(サイジャンボ) - 1999年12月22日、PlayStation
- 『PS one Books XI[sai]』 - 2001年10月12日、PlayStation
初代『XI』の廉価版。
- 『XI Little』(サイリトル) - 2001年12月20日、ワンダースワン、発売元：バンダイ
初代『XI』のモードの他、サウンド要素を取り入れたAQUIちゃんのダイスでダンスモードもある。
- 『XIゴ』（サイゴ） - 2002年12月19日、PlayStation 2
- 『XI コロシアム』(サイコロシアム) - 2006年03月09日、PSP
内容はほぼ初代『XI』と同じだが、ゲーム中のデザインは「XIゴ」に近いものに変更されている。
- 『XI [sai]』、『XI [sai] DX』(サイデラックス) - 携帯電話アプリケーション(iアプリ、S!アプリ、EZアプリ、CLUB AIR-EDGE)
『XI [sai]』は2D、『XI [sai] DX』は3Dバージョンで、その中でW-ZERO3シリーズ用に配信されたものに限りタッチ操作が可能。